# Панамериканский Кубок по волейболу среди женщин 2014
13-й розыгрыш Панамериканского Кубка по волейболу среди женщин прошёл с 11 по 19 июня 2014 года в двух городах Мексики с участием 11 национальных сборных команд стран-членов NORCECA и CSV. Победителем в 3-й раз в своей истории стала сборная Доминиканской Республики.

## Команды-участницы
- NORCECA: Доминиканская Республика, Канада, Коста-Рика, Куба, Мексика, Пуэрто-Рико, США, Тринидад и Тобаго.
- CSV: Аргентина, Колумбия, Перу.

От участия отказалась первоначально заявленная сборная Бразилии. 

## Система проведения турнира
11 команд-участниц на предварительном этапе разбиты на две группы. Победители групп напрямую выходят в полуфинал плей-офф. Команды, занявшие в группах 2-е и 3-и места, выходят в четвертьфинал и определяют ещё двух участников полуфинала. Полуфиналисты по системе с выбыванием определяют призёров первенства. 5—6-е места разыгрывают проигравшие в 1/4-финала. Итоговые 7—10-е места распределяются в классификационных играх плей-офф между командами, занявшими в группах предварительного этапа 4—5-е места.
За победы со счётом 3:0 команды получают по 5 очков, за победы 3:1 — по 4, 3:2 — по 3, за поражения 2:3 — по 2 очка, 1:3 — по 1, за поражения 0:3 очки не начисляются.
При распределении мест в группах приоритет отдаётся в первую очередь числу побед, во вторую — количеству набранных очков.

## Предварительный этап

### Группа А
Мехико
| М | Команда                  | 1   | 2   | 3   | 4   | 5   | 6   | И | В | П | С/П  | О  |
| - | ------------------------ | --- | --- | --- | --- | --- | --- | - | - | - | ---- | -- |
| 1 | Доминиканская Республика |     | 3:0 | 3:1 | 3:0 | 3:2 | 3:0 | 5 | 5 | 0 | 15:3 | 22 |
| 2 | Канада                   | 0:3 |     | 3:0 | 2:3 | 3:1 | 3:0 | 5 | 3 | 2 | 11:7 | 16 |
| 3 | Куба                     | 1:3 | 0:3 |     | 3:0 | 3:0 | 3:1 | 5 | 3 | 2 | 10:7 | 15 |
| 4 | Мексика                  | 0:3 | 3:2 | 0:3 |     | 3:2 | 3:2 | 5 | 3 | 2 | 9:12 | 9  |
| 5 | Перу                     | 2:3 | 1:3 | 0:3 | 2:3 |     | 3:0 | 5 | 1 | 4 | 8:12 | 10 |
| 6 | Тринидад и Тобаго        | 0:3 | 0:3 | 1:3 | 2:3 | 0:3 |     | 5 | 0 | 5 | 3:15 | 3  |

11.06: Канада — Перу 3:1 (25:18, 26:24, 23:25, 25:20); Доминиканская Республика — Тринидад и Тобаго 3:0 (25:12, 25:11, 25:16); Куба — Мексика 3:0 (25:19, 25:17, 25:21).
12.06: Доминиканская Республика — Куба 3:1 (24:26, 25:17, 25:21, 25:21); Канада — Тринидад и Тобаго 3:0 (25:23, 25:14, 26:24); Мексика — Перу 3:2 (25:23, 16:25, 28:26, 21:25, 15:11).
13.06: Перу — Тринидад и Тобаго 3:0 (26:24, 25:21, 26:24); Канада — Куба 3:0 (25:22, 25:23, 25:21); Доминиканская Республика — Мексика 3:0 (25:23, 25:20, 25:22).
14.06: Куба — Тринидад и Тобаго 3:1 (25:17, 25:18, 20:25, 25:10); Доминиканская Республика — Перу 3:2 (25:18, 25:21, 22:25, 18:25, 15:12); Мексика — Канада 3:2 (27:25, 27:25, 13:25, 14:25, 15:9).
15.06: Доминиканская Республика — Канада 3:0 (25:22, 25:14, 25:22); Куба — Перу 3:0 (28:26, 27:25, 25:18); Мексика — Тринидад и Тобаго 3:2 (18:25, 21:25, 25:15, 25:20, 15:8).

### Группа В
Пачука-де-Сото
| М | Команда     | 1   | 2   | 3   | 4   | 5   | И | В | П | С/П  | О  |
| - | ----------- | --- | --- | --- | --- | --- | - | - | - | ---- | -- |
| 1 | США         |     | 3:0 | 3:0 | 3:0 | 3:0 | 4 | 4 | 0 | 12:0 | 20 |
| 2 | Аргентина   | 0:3 |     | 3:0 | 3:0 | 3:0 | 4 | 3 | 1 | 9:3  | 15 |
| 3 | Пуэрто-Рико | 0:3 | 0:3 |     | 3:0 | 3:0 | 4 | 2 | 2 | 6:6  | 10 |
| 4 | Колумбия    | 0:3 | 0:3 | 0:3 |     | 3:0 | 4 | 1 | 3 | 3:9  | 5  |
| 5 | Коста-Рика  | 0:3 | 0:3 | 0:3 | 0:3 |     | 4 | 0 | 4 | 0:12 | 0  |

 Бразилия — отказ.
11.06: США — Колумбия 3:0 (25:19, 25:19, 30:28); Аргентина — Пуэрто-Рико 3:0 (25:14, 25:22, 28:26).
12.06: Пуэрто-Рико — Коста-Рика 3:0 (25:15, 25:11, 25:19); США — Аргентина 3:0 (25:20, 25:14, 25:20).
13.06: США — Пуэрто-Рико 3:0 (25:18, 25:13, 25:17); Колумбия — Коста-Рика 3:0 (25:16, 25:18, 25:16).
14.06: Аргентина — Колумбия 3:0 (29:27, 25:17, 25:15); США — Коста-Рика 3:0 (25:13, 25:9, 25:11).
15.06: Пуэрто-Рико — Колумбия 3:0 (25:13, 25:22, 31:29); Аргентина — Коста-Рика 3:0 (25:18, 25:12, 25:17).

## Классификация за 7—10 места
Пачука-де-Сото

### Полуфинал
17 июня
Колумбия — Перу 3:0 (25:21, 25:23, 25:20)
Мексика — Коста-Рика 3:0 (25:10, 25:22, 25:17)

### Матч за 9-е место
18 июня
Перу — Коста-Рика 3:1 (25:12, 25:12, 22:25, 25:14).

### Матч за 7-е место
18 июня
Колумбия — Мексика 3:2 (19:25, 25:19, 18:25, 31:29, 15:11).

## Плей-офф
Мехико

### Четвертьфинал
17 июня
Пуэрто-Рико — Канада 3:0 (25:17, 25:16, 30:28)
Аргентина — Куба 3:1 (25:23, 23:25, 25:20, 25:19)

### Полуфинал
18 июня
США — Пуэрто-Рико 3:0 (25:15, 25:21, 25:17)
Доминиканская Республика — Аргентина 3:0 (25:21, 25:18, 26:24)

### Матч за 5-е место
19 июня
Куба — Канада 3:1 (26:24, 23:25, 25:21, 25:16).

### Матч за 3-е место
19 июня
Пуэрто-Рико — Аргентина 3:2 (24:26, 25:15, 24:26, 25:15, 16:14).

### Финал
19 июня
Доминиканская Республика — США 3:1 (25:18, 25:18, 17:25, 25:21). Отчёт Архивная копия от 6 июля 2014 на Wayback Machine

## Итоги

### Положение команд
| Доминиканская Республика |
| США                      |
| Пуэрто-Рико              |
| 4. Аргентина             |
| 5. Куба                  |
| 6. Канада                |
| 7. Колумбия              |
| 8. Мексика               |
| 9. Перу                  |
| 10. Коста-Рика           |
| 11. Тринидад и Тобаго    |

### Призёры
Доминиканская Республика: Аннерис Варгас Вальдес, Марианна Ферсола Норберто, Бренда Кастильо, Ниверка Марте Фрика, Кандида Ариас Перес, Росалин Анхелес Рохас, Эрасма Морено Мартинес, Йонкайра Пенья Исабель, Джина Мамбру Касилья, Бетания де ла Крус де Пенья, Анна Бинет Стефенс, Брайелин Мартинес. Главный тренер — Маркос Квик.
  США: Соня Ньюкомб, Тетори Диксон, Молли Креклоу, Кэссиди Лихтман, Натали Хагглунд, Карли Ллойд, Бэйли Уэбстер, Хлое Феррари, Келли Ривз, Джулиан Фосетт, Реган Худ, Кёрсти Джэксон. Главный тренер — Джэйми Моррисон.
  Пуэрто-Рико: Сара Венегас, Вильмари Мохика, Нейра Ортис, Ноами Сантос, Аурея Крус, Дженнифер Ногейрас, Наталья Валентин, Алехандра Окендо, Шейла Окасио, Линда Моралес, Ванеса Велес. Главный тренер — Хосе Мьелес.

### Индивидуальные призы
MVP:  Бренда Кастильо
Лучшие нападающие-доигровщики:  Бетания де ла Крус,  Маргарита Мартинес
Лучшие блокирующие:  Кандида Ариас,  Тетори Диксон
Лучшая диагональная нападающая:  Андреа Ранхель
Лучшая на подаче:  Ивонн Монтаньо
Лучшая на приёме:  Бренда Кастильо
Лучшая в защите:  Бренда Кастильо
Лучшая связующая:  Мария Алехандра Марин
Лучшая либеро:  Бренда Кастильо